# Renata C B Lzz
Renata C B Lzz, nome artístico de Renata de Camargo Barros Lazzarini (São Paulo, 2 de outubro de 1992) é uma quadrinista e arte-educadora brasileira. Formada em Design Gráfico em 2014, fez seu TCC em forma de história em quadrinhos, com o título Morteu por Morgan Etrom. Em 2015, lançou o quadrinhos digital Pitadas de Areia. Entre suas obras, também podem ser citadas: Andarilha, Pimpão, Voando (todos lançados de forma independente em 2016) e Morteu por Andarilha (publicado em 2018). Em 2019, Renata ganhou o Prêmio Angelo Agostini na categoria "melhor lançamento" por seu trabalho na HQ Gibi de Menininha.
Em 2022, Renata ganhou o Prêmio Angelo Agostini de melhor lançamento independente pelo livro Não Ligue, Isso É Coisa de Mulher!, produzido em parceria com diversas quadrinistas brasileiras.